# Бексли, Дональд Томас
Дональд Томас «Дон» Бексли (англ. Donald Thomas Bexley, 10 марта 1910, Джеймстаун, Тринадцать колоний — 15 апреля 1997, Хамптон, Виргиния) — американский актёр и комик, наиболее известный по роли Буббы Бексли в телесериале 1970-х годов «Сэнфорд и сын».

## Ранняя жизнь
Бексли родился либо в Джеймстауне (штат Виргиния), либо в Детройте (штат Мичиган), источники разнятся. Его отец был библеистом и преподавателем, а мать — классической вокалисткой. «Я родился со склонностью к сцене, поскольку всегда был клоуном, даже в раннем подростковом возрасте», — писал Бексли в 1983 году.

## Карьера
За свою карьеру Дон Бексли был дирижёром оркестра, певцом, танцором, стендап-комиком и актёром. В начале 1940-х годов Бексли начал выступать с комедиями на севере штата Нью-Йорк. Он работал с Милтоном Берлом, Дэнни Кеем и Хенни Янгменом и танцевал с Сэмми Дэвисом-младшим. Бексли был первым чернокожим стендап-комиком, выступавшим в отелях «Борщового пояса». Во время своих путешествий он познакомился со многими чернокожими артистами, включая Редда Фокса. Они работали в Нью-Йорке, Филадельфии, Балтиморе и Нью-Джерси. В начале своей карьеры он выступал с танцевальной группой под названием Three Shades of Rhythm. До дебюта на телевидении он выступал в театре в Лос-Анджелесе и Нью-Йорке.

### Редд Фокс и «Сэнфорд и сын»
Когда Бексли вернулся из Европы в 1969 году, он и Фокс вместе снимались в фильме «Хлопок прибывает в Гарлем» (1970). После прибытия Бексли из Азии в 1971 году Фокс попросил его присоединиться к съёмочной группе ситкома «Сэнфорд и сын». Фокс убедил Бада Йоркина и Аарона Рубена взять Бексли на роль одного из друзей Фреда Сэнфорда. В то время Бексли было 62 года, и он никогда раньше не появлялся на телевидении. Бексли приобрёл популярность благодаря роли Буббы в сериале, который сегодня является очень успешным «повторным ситкомом». «Санфорд и сын» мгновенно стал хитом и оставался в десятке лучших программ в течение 1972—1977 годов. Бексли повторил роль Буббы в сиквеле «Сэнфорд Армс», в котором были те же персонажи, но без Фокса и Демонда Уилсона.

### Дальнейшая карьера
Дональд Бексли появился во многих телевизионных шоу, таких как «Весёлая компания», «Охотник» и «Лаверна и Ширли», а также в фильме «Блеск» 1976 года. Одно из его поздних появлений на телевидении было в эпизоде фильма на канале Фокс «Королевская семья». В эпизоде «Новое начало» Бексли появился в качестве специального гостя в роли старого друга Эла Ройала (Фокс), который присутствует на его похоронах. В 1989 году Бексли написал сценарий для ситкома, в котором должен был сняться, под названием «Си Кэшман и Юл остаются без гроша». Это была история о чёрном еврее, который владеет ломбардом. Незадолго до смерти Бексли продолжал писать для сцены и телевидения. Кларенс Уильямс-старший, друг Бексли, сказал, что актёр закончил несколько сценариев, но не знал о текущих планах по их производству.

## Дальнейшая жизнь
В 1989 году Бексли был награждён премией «Выдающийся пенсионер года» организацией Support the Artists of America (STAA) в Орландо, Флорида. После переезда в Хамптон (до этого он жил в долине Сан-Фернандо) в 1990-х годах, Бексли оставался довольно активным, постоянно работая над новыми идеями для шоу и живых выступлений. Бексли лично выступал и раздавал автографы во многих случаях, в том числе на ярмарке Fair Day-Talent Show в Нью-Маркете в сентябре 1996 года и в Атлетической Ассоциации Абердина в июне 1996 года. Более поздние автографы Бексли давал во время участия в программе «Чёрная история» в Исследовательском центре НАСА Лэнгли в феврале 1997 года.

## Личная жизнь и смерть
Бексли поддерживал тесную дружбу с Реддом Фоксом до самой смерти Фокса в октябре 1991 года. Он был почётным гостем на похоронах Фокса в Лас-Вегасе. Их дружба продолжалась почти 50 лет. Бексли прожил большую часть своей жизни в Лос-Анджелесе, но после травмы бедра в 1996 году переехал в Хамптон (штат Виргиния), чтобы жить с другом, который служил ему сиделкой. Бексли умер от сердечной и почечной недостаточности 15 апреля 1997 года в больнице Хэмптон Сентара. Ему было 87 лет. Его пережили жена, Салли Бексли, дочери — Донна и Стейси Мари, внуки, правнуки, племянники и племянницы.

## Фильмография
| Год  | Названия                  | Роль             | Примечания |
| ---- | ------------------------- | ---------------- | ---------- |
| 1970 | Хлопок прибывает в Гарлем | Продавец в толпе |            |
| 1972 | В чём дело, док?          | Скайкэп          |            |
| 1976 | Блеск                     | Бабблз           |            |
| 1980 | Маленькая мисс Маркер     | Сэм              |            |
| 1988 | Флюиды                    | Лу               |            |

Источник: IMDB